# Movik
Movik is een plaats in de Noorse gemeente Tromsø, provincie Troms. Movik telt 341 inwoners (2007) en heeft een oppervlakte van 0,3 km².